# Lijst van burgemeesters van Bellingwedde
Dit is een lijst van burgemeesters van de Nederlandse gemeente Bellingwedde in de provincie Groningen sinds de stichting in 1968 door samenvoeging van de gemeenten Bellingwolde en Wedde. De gemeente Bellingwedde ging op 1 januari 2018 op in de gemeente Westerwolde.
| Ambtsperiode | Naam burgemeester          | Partij of stroming | Bijzonderheden                                                                             |
| ------------ | -------------------------- | ------------------ | ------------------------------------------------------------------------------------------ |
| 1968 - 1970  | Hendrikus Johannes Eijsink | PvdA               | was burgemeester van Bellingwolde, werd burgemeester van Meppel en Zeist                   |
| 1970 - 1978  | Jurjen Jan Hoeksema        | PvdA               | werd burgemeester van Steenwijk                                                            |
| 1979 - 2007  | Engbert Drenth             | PvdA               | oud-wethouder van Leiden, bij aftreden langstzittende (28 jaar) burgemeester van Nederland |
| 2007         | Chris Arlman               | PvdA               | waarnemend; oud-burgemeester van Harlingen                                                 |
| 2007 - 2013  | Erik Triemstra             | CDA                | oud-wethouder van Rijswijk (Zuid-Holland)                                                  |
| 2013 - 2017  | Janneke Snijder-Hazelhoff  | VVD                | waarnemend; voormalig wethouder in Delfzijl                                                |